# Usoa Ostolaza
Usoa Ostolaza Zabala (Zarauz, 25 de febrero de 1998) es una ciclista profesional española que desde 2021 corre para el equipo Laboral Kutxa-Fundación Euskadi de categoría UCI Women's Continental Team.
Ha completado los estudios de Fisioterapia y está especializada en Fisioterapia pediátrica.

## Biografía

### Primeros años
Inició su carrera deportiva como triatleta. Debido a las lesiones, tuvo que poner fin a su carrera de triatlón a una edad temprana. En 2020 decide probar con el ciclismo, ya que era un deporte que no le causaba dolores.
Debutó como profesional en 2021 en el equipo del Laboral Kutxa-Fundación Euskadi.
En el año 2024, consigue victoria de etapa y la victoria general en el Tour de los Pirineos, lo que supuso la primera victoria por etapas de la historia para su equipo.
Ese mismo año, logra alzarse con la victoria en el Campeonato de España de Ciclismo en Ruta.

## Palmarés
2024
- Tour Internacional de los Pirineos, más 1 etapa
- Campeonato de España en Ruta

2025
- 2 etapas del Tour de El Salvador
- Tour Internacional de los Pirineos, más 1 etapa
- 2.ª en el Campeonato de España Contrarreloj
- 3.ª en el Campeonato de España en Ruta

## Resultados en Grandes Vueltas y Campeonatos del Mundo
Durante su carrera deportiva ha conseguido los siguientes puestos en las Grandes Vueltas femeninas y en los Campeonatos del Mundo en carretera:
| Carrera              | Carrera              | 2021 | 2022 | 2023 | 2024 | 2025 |
| -------------------- | -------------------- | ---- | ---- | ---- | ---- | ---- |
|                      | Giro de Italia       | —    | —    | —    | 16.ª | 36.ª |
|                      | Tour de l'Aude       | X    | X    | X    | X    | X    |
|                      | Tour de Francia      | X    | —    | —    | 24.ª | 40.ª |
|                      | Vuelta a España      | —    | 79.ª | —    | —    | 12.ª |
| Mundial en Ruta      | Mundial en Ruta      | —    | —    | —    | 48.ª |      |
| Mundial Contrarreloj | Mundial Contrarreloj | —    | —    | —    | —    |      |

## Equipos
- Laboral Kutxa-Fundación Euskadi (2021-)